# Fârțănești
Fârțănești è un comune della Romania di 5 276 abitanti, ubicato nel distretto di Galați, nella regione storica della Moldavia.
Il comune è formato dall'unione di 2 villaggi: Fârțănești e Viile.